# Sebastian Schwab

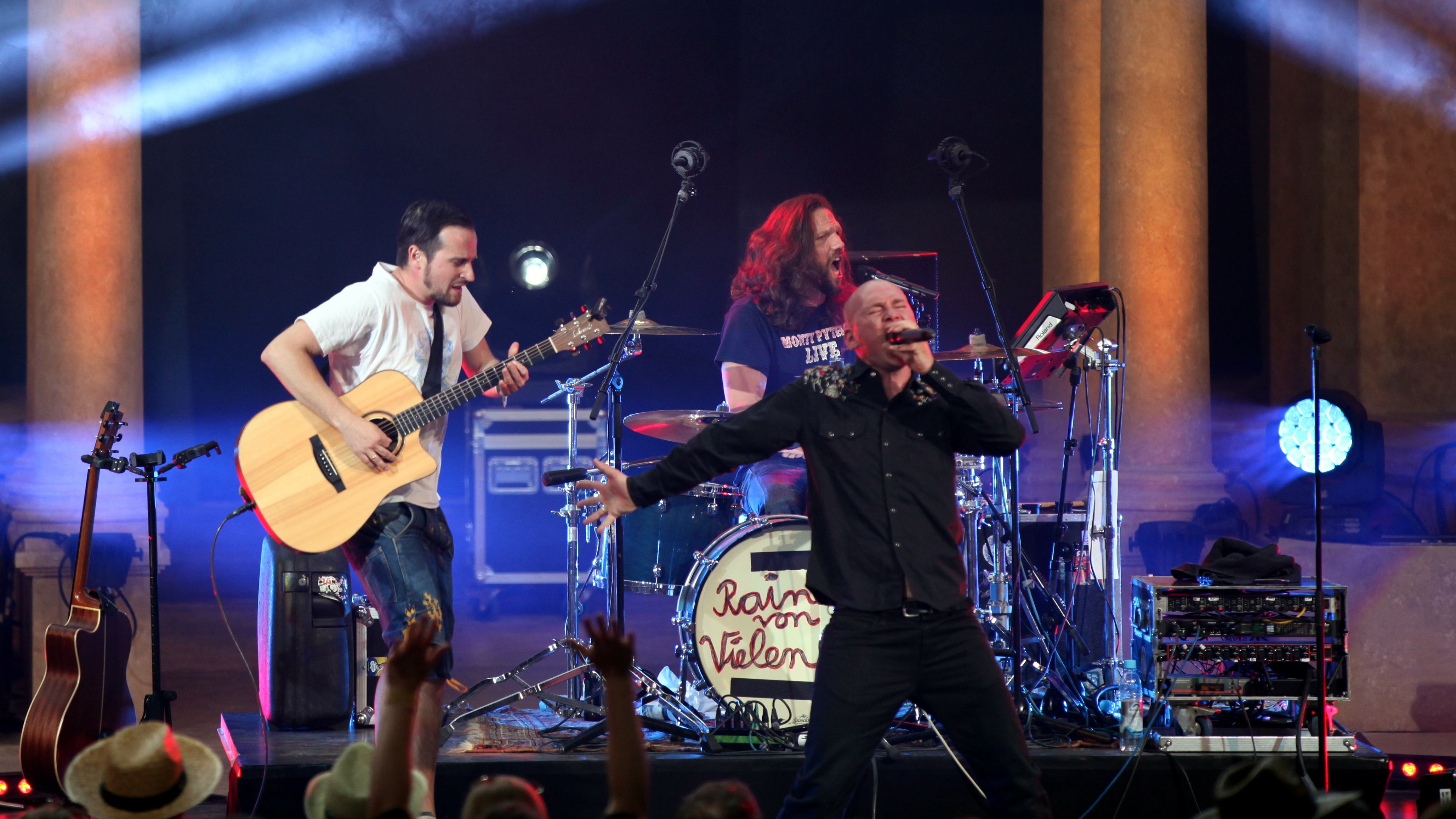
Sebastian Schwab am Schlagzeug der Band von Rainer von Vielen auf dem Heimatsound-Festival 2015

Sebastian Schwab (* 1977 in Frankfurt am Main) ist ein deutscher Schauspieler, Regisseur und Musiker.

## Leben
Sebastian Schwab wurde als Sohn des Theaterleiters und Regisseurs Ulrich Schwab und der Opernsängerin Hildegard Schwab-Heichele geboren. Er wuchs zunächst in Frankfurt am Main auf. 1991 zog er mit seinen Eltern auf einen Bauernhof nach Altusried im Landkreis Oberallgäu. Er absolvierte von 1999 bis 2003 ein Schauspielstudium an der Hochschule für Musik und Darstellende Kunst in Stuttgart.
Sein erstes Festengagement hatte er, unter der Intendanz von Daniel Karasek, von 2003 bis 2005 am Schauspielhaus Kiel. Zu seinen Bühnenrollen in Kiel gehörten: Johannes Pinneberg in Kleiner Mann – was nun? (Regie: Barbara Neureiter), die Titelrolle in dem Theaterstück Elling von Axel Hellstenius (Regie: Kirsten Uttendorf) und Harry Frommermann in einer Bühnenfassung von Comedian Harmonists (Regie: Daniel Karasek). Anschließend war er unter dem Intendanten Hasko Weber von 2005 bis 2011 festes Ensemblemitglied am Staatstheater Stuttgart. Dort trat er u. a. als Laertes in Der Prinz von Dänemark. Ein Hamlet-Musical (Regie: Christian Brey), als Viehzüchter in Die heilige Johanna der Schlachthöfe (Regie: Volker Lösch) und als Tambourmajor in Woyzeck (Regie: Thomas Dannemann) auf. Außerdem entwickelte er drei Solo-Abende: „Human-kapital“, „Ein paar Leute suchen das Glück und lachen sich tot“ und „Sebastian S. macht sich ein Bild“.
Seit Sommer 2011 ist er als freischaffender Schauspieler und Regisseur tätig. Regelmäßig arbeitet er seit 2013 als Schauspieler und Regisseur am Musiktheater im Revier in Gelsenkirchen. Sein Hausdebüt als Darsteller gab er im Juni 2013 als Erzähler im Musiktheaterstück Die Geschichte vom Soldaten. Im Mai 2013 inszenierte er am Musiktheater im Revier das Kinderballett „Spieglein, Spieglein“. 2014 führte er dort Regie beim Jugendtanzprojekt „Move! Schwarz.Weiss.Schwan“. Im Dezember 2014 inszenierte er am Theaterkästle Altusried das Theaterstück Indien von Josef Hader. Im Dezember 2014 wurde Schwab für 2015/2016 Leiter des Künstler-Teams bei freiflug, dem Straßenkulturfestival in Kaufbeuren.
2015 hatte er ein Gastengagement am Theater Basel, in dem Theaterstück Besuch der alten Dame (Regie: Florian Fiedler). Er trat dort als Bandmitglied der Allgäuer Pop-Band „Rainer von Vielen“ auf. Schwab ist seit Oktober 2014 fester Schlagzeuger der Band von Rainer von Vielen.
Schwab wirkte, gemeinsam mit Lisa-Marie Janke, in der Zwei-Personen-Theaterperformance What are you afraid of (Regie: Stefan Pucher, Produktion: Tom Stromberg) mit; Spielort war der Vordersitz eines Citroën DS. Die Performance wurde 2007 auch als Film veröffentlicht.
Im Tatort: Château Mort (Erstausstrahlung: Februar 2015) spielte er in der historischen Zeitebene die Rolle von Nicholas Levin, einen Kämpfer der Badischen Revolution und heimlichen Verlobten der in Konstanz lebenden Dichterin Annette von Droste-Hülshoff. Im April 2015 war er in dem ZDF-Fernsehfilm Lena Lorenz – Zurück ins Leben in einer Nebenrolle zu sehen. Er spielte den arbeitslosen und spielsüchtigen Ehemann Robert Adler, der sich mit seinem Wagen das Leben nimmt. In der ARD-Fernsehserie Rote Rosen hatte er in mehreren Folgen, die 2016 ausgestrahlt wurde, eine wiederkehrende Nebenrolle als Auftragskiller Philipp Staven. Im Januar 2018 war Schwab in der ZDF-Serie SOKO Köln in einer Episodenrolle zu sehen; er spielte Klaus Kopper, den früheren Stalker einer mittlerweile erfolgreichen Buchautorin (Sandra Borgmann).
Schwab lebt in Stuttgart.

## Filmografie (Auswahl)
- 2007: What are you afraid of (Aufzeichnung einer Theaterperformance)
- 2009: Das Brautkleid (Kurzfilm)
- 2011: Container (Kurzfilm)
- 2012: Der Fall Jakob von Metzler (Fernsehfilm)
- 2012: Baron Münchhausen (Fernsehfilm)
- 2013: Die Bergretter (Fernsehserie; zwei Folgen)
- 2015: Tatort: Château Mort (Fernsehfilm)
- 2015: Lena Lorenz – Zurück ins Leben (Fernsehreihe)
- 2016: Rote Rosen (Fernsehserie; Serienrolle)
- 2018: SOKO Köln: Fatale Begierde (Fernsehserie, eine Folge)

## Hörfunk-Features / -Dokumentationen
- 2006: Schiefe Gedanken von Martiern, Menschen und Ameisen – Die phantastischen Welten des Kurd Laßwitz – Autor: Thomas Gaevert – SWR2, 30 Min.
- 2014: Spitzelnde Freunde – Deutschland und der amerikanische Geheimdienst NSA – Autor: Thomas Gaevert – SWR2 Feature, 55 Min.